# John Grant (músico)
John Grant (n. 1968) es un cantante y compositor estadounidense. Comenzó su carrera en el mundo de la música en Denver, con la banda de rock alternativo The Czars, en la que estuvo desde la década de los años 1990 hasta 2005. Posteriormente, en el año 2010, comenzó su carrera en solitario. Con la que ha obtenido grandes éxitos y el reconocimiento internacional desde que saltara a la fama por formar parte en la banda sonora de la película independiente Weekend.

## Carrera
Antes de la formación de la banda The Czars, Grant empezó como traductor de inglés en Alemania.
Después de que la banda en la que formaba parte se separa, Grant se tomó un tiempo para sí mismo alejándose de la música. Volviendo en el año 2010 con el disco Queen Of Denmark. Publicado el 6 de abril de 2010, y grabado en colaboración con la banda americana de folk-rock Midlake, bajo el sello discográfico Bella Union. Descrito como un álbum profundamente personal en el que trata con su pasado más tormentoso sumido en el alcohol, las drogas y su condición sexual. Fue elegido el mejor álbum del 2010 por la revista británica, Mojo.
Grant viajó a Irlanda en 2011 para participar en el Kilkenny Rhythm & Roots Festival y en el Electric Picnic, además de en el Dranouter Festival en agosto de 2011 en Bélgica.
Actualmente vive en Reikiavik, Islandia, donde trabajó durante 2012 en su segundo álbum Pale Green Ghosts.
El 11 de marzo de 2013, el disco Pale Green Ghosts se puso a la venta. Además, Grant fue nominado a los Q Awards como mejor artista en solitario.
En 2014 colaboró con Pollapönk, grupo que representó a Islandia en el Festival de la Canción de Eurovisión 2014, adaptando al inglés la letra de su tema "No prejudices".

## Vida personal
En 2012, durante la actuación con Hercules and Loves Affair en el Meltdown festival, Grant declaró públicamente ser VIH-positivo. Tema sobre el que trata en su último disco Pale Green Ghosts, en la canción "Ernest Borgnine".

## Discografía

### Álbumes
con The Czars
- 1996: Moodswing
- 1997: The La Brea Tar Pits of Routine
- 2000: Before...But Longer
- 2001: The Ugly People vs. the Beautiful People
- 2004: Goodbye
- 2005: Sorry I Made You Cry

Solo
- 2010: Queen of Denmark
- 2013: Pale Green Ghosts
- 2013: Gets Schooled EP
- 2015: Grey Tickles Black Pressure
- 2018: Love is magic
- 2021: Boy from Michigan
- 2024: The Art of The Lie

### Sencillos
with The Czars
- 2000: "Val"
- 2002: "Side Effect"
- 2002: "X Would Rather Listen"
- 2004: "Paint the Moon"

Solo
- 2013: "GMF"

Collaborations
- 2013: "Sweet World" (con Nýdönsk)